# Nikola Peković
Nikola Peković (* 3. Januar 1986 in Bijelo Polje, Jugoslawien) ist ein ehemaliger montenegrinischer Basketballspieler, der auf der Position des Centers spielte. Seit Mai 2021 ist er der Vorsitzende des montenegrinischen Basketballverbands.

## Vereinskarriere
Seine Karriere begann Nikola Peković in der Jugendabteilung von Budućnost Podgorica, wo er bis 2003 spielte. Seinen ersten Profivertrag erhielt er beim serbischen Verein Atlas Belgrad, wo er für zwei Spielzeiten blieb. 2005 wechselte Peković zum Traditionsverein Partizan Belgrad, wo er in den nächsten Jahren neben drei Meisterschaften unter anderem auch zwei Mal den serbischen Pokal gewann und während der Saison 2005/06 erstmals in der EuroLeague zum Einsatz kam. Nachdem Peković dort in der Saison 2007/2008 seinen Durchbruch hatte und es mit Partizan bis ins Viertelfinale des Wettbewerbs geschafft hatte, wechselte er 2008 zu Panathinaikos Athen nach Griechenland. Mit Panathinaikos Athen gewann Peković 2009 den griechischen Pokal, die Meisterschaft sowie die EuroLeague und wurde dabei in die Mannschaft des Turniers gewählt.
Im selben Sommer wurde er von den Minnesota Timberwolves an 31. Stelle der NBA-Drafts ausgewählt. Im Juni 2010 erhielt er von Minnesota einen mit 13 Millionen Dollar dotierten Vertrag über Jahre. In seiner ersten Saison war er kein Stammspieler, erzielte durchschnittlich 5,5 Korbpunkte und 3 Rebounds. Während des Lockouts in der NBA-Saison 2011/12 spielte er von August 2011 bis zum Jahresende für seinen Heimatclub Partizan Belgrad. Nach seiner Rückkehr nach Minnesota wurde er für den verletzten Center Darko Miličić Stammspieler. Er beendete die Saison mit Mittelwerten von 13,9 Punkten und 7,4 Rebounds bei einer durchschnittlichen Spielzeit von knapp 27 Minuten je Begegnung. Am Ende der Saison belegte er bei der Wahl zum Most Improved Player den dritten Platz.
Im August 2013 unterzeichnete er bei den Minnesota Timberwolves eine Vertragsverlängerung für fünf Jahre, die ein Gehalt von 60 Millionen Dollar enthielt. Im Januar 2014 war für ihn infolge einer Fußgelenksverletzung die Saison vorzeitig beendet. In 54 Saisonspielen erzielte er bis dahin seinen persönlichen NBA-Rekord von 17,5 Korbpunkten und 8,7 Rebounds pro Spiel. In den folgenden beiden Jahren absolvierte Peković, der als Spieler 139 Kilogramm wog, aufgrund wiederkehrender Probleme mit Fuß und Fußgelenk nur 43 Saisonspiele. Im April 2015 unterzog er sich einer Operation an der Achillessehne. Verschiedene Ansätze, die Beschwerden zu beheben, darunter Nahrungsumstellungen und unterschiedliche Trainingsmethoden, erbrachten keinen Erfolg. Nachdem er während der Saison 2016/17 ausgesetzt hatte, wurde er im Sommer 2017 von den Timberwolves entlassen. Zu Pekovićs Merkmalen als Spieler gehörten seine Körperkraft und seine Vorliebe für Muskelkrafttraining. Seine Spielweise auf der Innenposition wurde als altmodisch eingeschätzt, zu seinen Stärken gehörte das Spiel unter dem Korb.

## Nationalmannschaft
Mit der serbischen Jugendnationalmannschaft nahm Peković an zwei U20-Europameisterschaften teil. Während 2005 nur die Bronzemedaille gewonnen wurde, erreichte er mit der Auswahl 2006 die Goldmedaille. Nach der Unabhängigkeit Montenegros war Peković für dessen Nationalmannschaft aktiv.

## Funktionär
Ab November 2015 war Peković Vorsitzender von KK Partizan Belgrad und griff dem damals wirtschaftlich angeschlagenen Klub finanziell unter die Arme. Mitte Juni 2017 trat er von dem Amt zurück.
Er war ab Januar 2020 Manager der Nationalmannschaft Montenegros, im Mai 2021 wurde er Vorsitzender des montenegrinischen Basketballverbands.

## Sonstiges
Im November 2017 wurden in Belgrad zwei Männer in einem auf Peković zugelassenen Fahrzeug festgenommen, die beide eine Schusswaffe und einer von ihnen Kokain bei sich hatten. Einer der Männer war für Peković als Wachmann tätig. Im Oktober 2020 musste Peković wegen einer COVID-19-Erkrankung im Krankenhaus behandelt werden.

## Erfolge
- Serbisch-montenegrinischer Meister: 2006
- Serbischer Meister: 2007, 2008
- Griechischer Meister: 2009, 2010
- Serbischer Pokalsieger: 2008
- Griechischer Pokalsieger: 2009
- Meister der Adriatischen Basketballliga: 2007, 2008
- EuroLeague: 2009
- U20-Europameister: 2006
- Bronze-Medaille bei der U20-Europameisterschaft: 2005

## Auszeichnungen
- All EuroLeague First Team: 2009
- All EuroLeague Second Team: 2008
- Teilnahmen an der Europameisterschaft: 2011
- Teilnahme an den U20-Europameisterschaften: 2005, 2006
- Teilnahmen am griechischen All Star Game: 2009, 2010